# دومينيك شميدت
دومينيك شميدت (بالألمانية: Dominik Schmid) (6 يناير 1989 بكلهايم في ألمانيا - ) هو لاعب كرة قدم ألماني في مركز الهجوم. لعب مع يان ريغينسبورغ.

## روابط خارجية
- دومينيك شميدت على موقع قاعدة بيانات كرة القدم.إي يو (الإنجليزية)
- دومينيك شميدت على موقع عالم كرة القدم.نت (الإنجليزية)